# Gottfried Stracké
Gottfried Stracké (Dorsten, 3 december 1813 – Bocholt, 1848) was een Duits beeldhouwer in Bocholt.
Gottfried komt uit een familie van beeldhouwers. Zijn vader is beeldhouwer Ignatius Johannes Stracké, zijn jongere broers zijn Johannes (Jean) Theodore (1817-1891) en Franz (1820-1898). In 1842 verhuisde het gezin van hun woonplaats Rees naar Arnhem. 
Gottfried Stracké kreeg zijn opleiding van de Beierse kunstenaar Ludwig Schwanthaler (1801-1848). Hij ondernam educatieve uitstapjes naar Italië en Zuid-Duitsland. Met Schwanthaler werkte hij aan het ontwerp van de Triumph-Germania op de zuidelijke gevel van het Walhalla (Tempel Deutscher Ehren) in Donaustauf bij Regensburg. In Regensburg ontmoette Gottfried zijn latere vrouw Barbara met wie hij op 21 januari 1840 huwde in Rees. 
Tussen 1845 en 1849 verhuisde het gezin naar Bocholt. Volgens overlevering maakte Gottfried talrijke standbeelden voor kerken in Bocholt en omgeving. In Münster en maakte hij de vijf figuren boven de arcades van het stadhuis. Hij stierf reeds op jonge leeftijd, waarschijnlijk door een rookvergiftiging, die hij opliep bij het blussen van het brandende huis van zijn buurman. 
Ook Gottfrieds zoon Theodore werd beeldhouwer. Theodore maakte net als zijn vader Gottfried Stracké talloze werken in Bocholt (St. Jozef en Sint-Joriskerk), Rhede, Loikum, Ahaus en Lorchhausen. Ook de naar hem genoemde achterkleinzoon Gottfried Kappen (1906-1989) uit Gladbeck zou beeldhouwer worden.